# Abraham Cresques

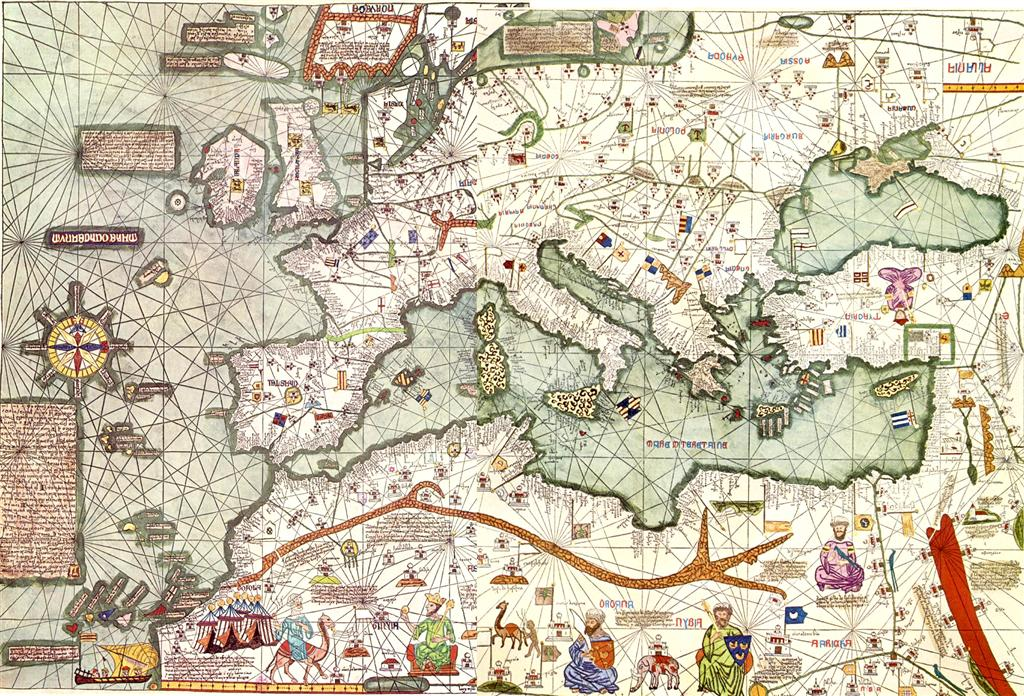
Teil des Katalanischen Atlas

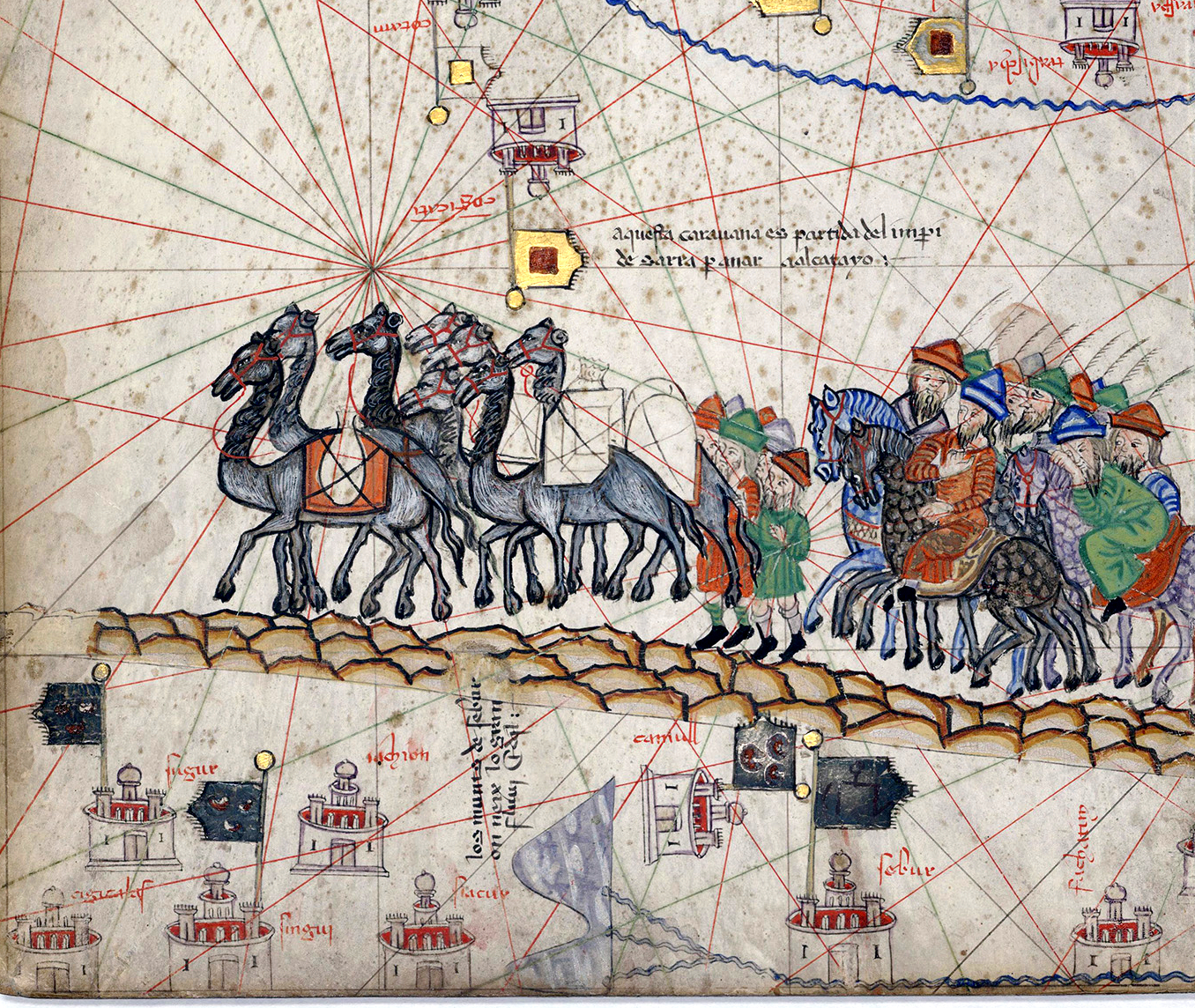
Karawane auf der Seidenstraße – Ausschnitt aus dem Atlas nach Berichten des Marco Polo

Abraham Cresques (* 1325 Mallorca; † um 1387), auch Avram Cresques, war ein katalanischer Kartograf und Kompassmacher jüdischer Abstammung. Zusammen mit seinem Sohn Jehuda Cresques zeichnete er 1375 den Katalanischen Atlas.
Zeit seines Lebens hat Cresques sich mit Karten, Kompassen und Uhren beschäftigt. 1375 erhielt er von Peter IV. von Aragón einen Auftrag, vier Karten zu zeichnen, die alles Bekannte von Ost nach West abdecken sollten. Der Katalanische Atlas ist heute in der französischen Nationalbibliothek zu besichtigen.
Der Atlas basiert auf Informationen, die sich die Familie Cresques von Seefahrern verschaffte, deren Routen über den Knotenpunkt Mallorca verliefen. Die Besonderheit des Katalanischen Atlas bestand darin, dass neben den Ergebnissen der katalanischen Portolankarten (das sind ausführliche Seekarten zumeist des Mittelmeers) erstmals auch die geographischen Erkenntnisse der Reisen Marco Polos verarbeitet waren.
Auf dem von Cresques gezeichneten insgesamt sechs Doppelbildern, je 64 × 50 Zentimeter groß, ist die seinerzeit bekannte Welt vom Atlantik bis China abgebildet und reich mit Bildinformationen zu Land und Leuten versehen.

## Trivia
Am 13. April 2017 wurde der Asteroid (304788) Cresques ihm zu Ehren benannt.